# یارین
یارین (به عربی: يارين) یک منطقهٔ مسکونی در لبنان است که در شهرستان صور واقع شده‌است.